# Obszar Chroniony Manaslu
Obszar Chroniony Manaslu (ang. Manaslu Conservation Area) – rejon turystyczny Nepalu w rejonie Manaslu, sąsiadujący z Chinami (Tybetem) od północy Obszarem Chronionym Annapurny od zachodu i rejonem Ghorka (uważanym za kolebkę Gurkhów) od południa.